# اسپرینگفیلد تاون‌شیپ (شهرستان دلاویر، پنسیلوانیا)
اسپرینگفیلد تاون‌شیپ (به انگلیسی: Springfield Township) یک شهر در ایالات متحده آمریکا است که در پنسیلوانیا واقع شده‌است. اسپرینگفیلد تاون‌شیپ ۱۶٫۴۲ کیلومتر مربع مساحت و ۲۴٬۲۱۱ نفر جمعیت دارد و ۷۴٫۰۷ متر بالاتر از سطح دریا واقع شده‌است.